# VUE
Visual User Environment (VUE или HP-VUE) — основанный на Motif проприетарный оконный менеджер, разработанный Hewlett-Packard для X Window System. Использовался в операционной системе HP-UX. Взят за основу при разработке CDE.
Кроме HP-VUE, существует также версия HP-VUE Lite для медленных рабочих станций.